# Langen Brütz
Langen Brütz település Németországban, Mecklenburg-Elő-Pomeránia tartományban. Lakosainak száma 481 fő (2023. december 31.).

## Népesség
A település népességének változása:
| Lakosok száma | 481  | 480  | 495  | 487  | 481  |
|               | 2017 | 2019 | 2021 | 2022 | 2023 |